# 吉岡桂六
吉岡 桂六（よしおか けいろく、1932年1月26日- ）は、俳人、マレーシア文学者。

## 略歴
本名・一彦。東京生まれ。1954年東京大学工学部卒業。1982年原子燃料開発の職を辞し、日本語教師となり、マレーシア科学大学に赴任。1986年帰国後、アメリカ・カナダ大学連合日本研究センター講師。1990年「林」入会、92年「林」同人、2月小林康治主宰死去により廃刊、「たかんな」創刊同人。1993年「古志」創刊に参加、同人。2006年「たかんな」「古志」退会。2007年「かつしか」創刊・主宰。俳人協会会員。1989『パントン―マレー民衆の唄』（一彦名義）で日本翻訳文化賞 (平松)受賞。

## 著書
- 『恋瀬川 句集』 (たかんな叢書) 花神社 1996
- 『俳句における日本語』 (たかんな叢書) 花神社 1997
- 『遠眼鏡 句集』 (たかんな叢書) 花神社 2001
- 『読んで楽しむ六〇〇句』 (たかんな叢書) 花神社 2005
- 『俳句文法ノート』花神社 2005
- 『東歌 句集』 (たかんな叢書) 花神社 2005
- 『若き月 句集』花神社 2009
- 『筑波嶺 句集』ウエップ 2012
- 『俳句を探る』ウエップ 2014

### 翻訳
- 『パントン マレー民衆の唄』吉岡一彦 訳編. 花神社 1988
- 『太鼓を叩け、笛を吹け 無伴奏女声合唱のための マレー民衆の唄「パントン」より』高嶋みどり作曲. 音楽之友社 2010
- 『五つのパントン 女声合唱とピアノのための マレー民衆の唄「パントン」より』高嶋みどり 作曲. 音楽之友社 2010